# شيرين بلاغ (نير)
شيرين‌ بلاغ هي قرية في مقاطعة نير، إيران. عدد سكان هذه القرية هو 57 في سنة 2006.